# Scottish Open 1955
Die Scottish Open 1955 waren die 36. Austragung dieser internationalen Meisterschaften von Schottland im Badminton. Sie fanden Anfang des Jahres in Paisley statt.

## Finalresultate
| Disziplin    | Sieger                     | Finalist                     | Ergebnis           |
| ------------ | -------------------------- | ---------------------------- | ------------------ |
| Herreneinzel | James P. Doyle             | Frank Peard                  | 5–15, 15–4, 15–5   |
| Dameneinzel  | Iris Cooley                | June White                   | 11–8, 11–3         |
| Herrendoppel | Frank Peard Jim FitzGibbon | James P. Doyle Desmond Lacey | 15–10, 1–15, 15–11 |
| Damendoppel  | Iris Cooley June White     | E. Tyre Wilma Tyre           | 15–5, 15–2         |
| Mixed        | John Best Iris Cooley      | Tony Jordan June White       | 15–7, 3–15, 15–10  |